# Arturo de Nava
Arturo Navas Sosa (né à Montevideo en Uruguay le 1er mai 1876 et décédé à Buenos Aires en Argentine le 22 octobre 1932) était un chanteur, acteur et compositeur uruguayen qui a composé au début du XXe siècle El Carretero, une des chansons favorites de son ami Carlos Gardel qui l'a enregistré en 1928.
Jouant de la guitare, Arturo de Nava se présenta comme chanteur et acteur dans les spectacles de rue et dans les cirques.
Il participa en 1930 à un documentaire que Gardel présenta au jeune public en priant pour qu'ils n'oublient pas le vieux payador (troubadour), comme s'appelaient les anciens chanteurs ruraux argentins et uruguayens. C'est un des premiers documentaires sonorisés en Argentine. 
Nava fut un des premiers chanteurs du tango argentin mais il a dédié sa vie à la diffusion de la musique rurale du Rio de la Plata.